# Marsa El Brega

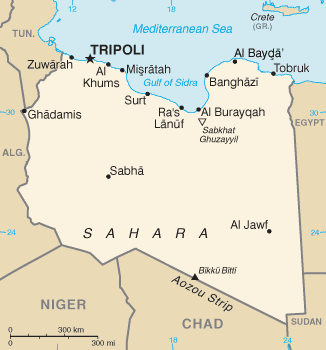
En aquest mapa de Líbia Marsa El Brega apareix amb el nom d'Al Burayqah

Marsa El Brega (àrab: مرسى البريقة, Marsà al-Burayqa, pronunciat localment al-Brīga) és un port industrial important de Líbia al golf de Sirte, al lloc més meridional del mar Mediterrani. Durant el període colonial italià (1911-1943), s'anomenava Brega. L'assentament del costat rep el nom d'Al Burayqah. La ciutat es va construir amb ciment prefabricat i va ser dissenyada per l'arquitecte grec Konstantinos Apostolos Doxiadis. Té uns 7.000 habitants. La ciutat és travessada per la ruta litoral que va de Trípoli (Líbia) a Bengasi i al Caire. Compta amb aeroport.
El port actual es va construir a partir de la dècada de 1960, on hi havia una petita vila de pescadors, destruïda durant la guerra del desert durant la Segona Guerra Mundial. Hi ha la terminal d'un oleoducte provinent de Zelten a 169 quilòmetres al sud. i ha també una refineria i es liqua gas natural. El 1977 s'hi va construir una planta de transformació d'amoníac. Aquest port és el port petroquímic més important de Líbia.

## Història
Marsa Brega va ser el lloc de la batalla decisiva per l'Afrika Korps, la conquesta d'aquesta ciutat va permetre l'atac a la fortalesa de Tobruk. Marsa El Brega de seguida va ser presa pels revoltats, va ser l'escenari d'enfrontaments entre forces pro-Gaddafi i els insurgents, especialment el 2 de març del 2011.